# Pomeni imen asteroidov: 48001–49000
Pregled pomenov imen asteroidov (malih planetov) od številke 48001 do 49000, ki jim je Središče za male planete dodelilo številko in so pozneje dobili tudi uradno ime  v skladu z dogovorjenim načinom imenovanja. Pregled je preverjen z Schmadelovim “Slovarjem imen malih planetov” (“Dictionary of Minor Planet Names”). 
Pregled pojasnjuje izvor oziroma pomen imen asteroidov, ki ga je priznala Mednarodna astronomska zveza (IAU). Nekateri asteroidi imajo imajo dodatno pojasnilo o izvoru imena, ki pa vedno ni popolnoma zanesljivo (oznaka “†” ali “‡“). 
| Ime                   | Začasna oznaka | Izvor imena |
| 48001–48100           | 48001–48100    | 48001–48100 |
| --------------------- | -------------- | --- |
| 48070 Zizza           | 2001 FB4       | Frank Zizza, ameriški profesor matematike na Univerzi južne Arizone in nekdanji predsednik Astronomskega kluba Huachuca |
| 48101–48200           |                | |
| 48159 Saint-Véran     | 2001 HY        | vas Saint-Véran, najvičja vas v Franciji, kjer je Observatorij Saint-Véran (Observatoire de Saint-Véran) † |
| 48171 Juza            | 2001 HZ15      | Karel Juza, češki astronom † |
| 48201–48300           |                | |
| 48301–48400           |                | |
| 48300 Kronk           | 2002 LG35      | Gary W. Kronk, ameriški ljubiteljski astronom, analitik programmer in pisatelj, avtor knjige Kometografija (Cometography) v štirih delih † |
| 48373 Gorgythion      | 2161 T-3       | Gorgition, nezakonski sin Priama, ki je bil ubit s puščico, ki jo je izstrelil Teucer, ko je poskušal ubiti Hektorja v trojanski vojni † |
| 48401–48500           |                | |
| 48415 Dehio           | 1987 QT        | Georg Gottfried Julius Dehio (1850 – 1932), nemški zgodovinar umetnosti † |
| 48416 Carmelita       | 1988 BM2       | Carmelita Miranda, ameriška popularizatorka astronomije † |
| 48422 Schrade         | 1988 VN7       | Hugo Schrade, nemški inženir optike † |
| 48424 Souchay         | 1988 XW4       | Jean Souchay, francoski astronom, nepriznani soodkritelj † |
| 48425 Tischendorf     | 1989 CB6       | Konstantin von Tischendorf (1815 – 1874), nemški teolog, odkritelj Codexa Sinaiticusa iz 4. stoletja† |
| 48434 Maxbeckmann     | 1989 UN7       | Max Beckmann (1884 – 1950), nemško-ameriški slikar † |
| 48435 Jaspers         | 1989 UR7       | Karl Jaspers (1883 – 1969), nemško-švicarski filozof in psihiater † |
| 48456 Wilhelmwien     | 1991 RG3       | Wilhelm Wien, nemški fizik in dobitnikNobelove nagrade † |
| 48458 Merian          | 1991 RG5       | Matthäus Merian (1593 – 1650), švicarski graver, jedkar in prodajalec knjig † |
| 48472 Mössbauer       | 1991 TJ6       | Rudolf Ludwig Mössbauer (rojen 1929), nemški fizik in dobitnik Nobelove nagrade † |
| 48480 Falk            | 1991 YK1       | Johann Daniel Falk (1768 – 1826), nemški pisatelj in socialni pedagog, avtor božične pesmi O du fröhliche † |
| 48482 Oruki           | 1992 CN        | "Oruki", beseda v Tosa narečju japonščine iz prefekture Koči, kar pomeni "pomembnost prisotnosti nekoga in njegovega neutrudljive podpore" † |
| 48495 Ryugado         | 1993 BB        | mesto Rjugado, prefektura Koči, japonska apnenčasta jama † |
| 48501–48600           |                | |
| 48575 Hawaii          | 1994 NN        | Hawaii, pobratena država prefekture Ehime, Japonska † |
| 48588 Raschröder      | 1994 RP11      | Rudolf Alexander Schröder, nemški arhitekt, penik, esejist in prevajalec † |
| 48601–48700           |                | |
| 48624 Sadayuki        | 1995 PM        | Sadajuki Okuni, japonski visokošolski učitelj, ki se je zanimal za astronomijo, nečak odkritelja † |
| 48628 Janetfender     | 1995 RD        | Janet Fender, ameriški glavni znanstvenik na Direktoratu za vesoljska vozila, ki pripada Raziskovalnemu laboratoriju zračnih sil, (Air Force Research Laboratory ali AFRL), ki je vzpodbujal Optični in superračunalniški observatorij zračnih sil Maui (Air Force Maui Optical and Supercomputing observatory ali AMOS) za podporo programu NEAT † |
| 48643 Allen-Beach     | 1995 UA2       | Bill Allen in Sally Beach, ameriška izdajatelja iternetne strani Asteroid/Comet Connection, ki objavlja novice povezane z asteroidi, kometi in meteorji (A/CC) † ‡ |
| 48650 Kazanuniversity | 1995 UX48      | Univerza v Kazanu, ena najstarejših univerz v Rusiji † |
| 48681 Zeilinger       | 1996 BZ        | Anton Zeilinger, avstrijski profesor eksperimentalne fizike † |
| 48701–48800           |                | |
| 48736 Ehime           | 1997 DL        | prefektura Ehime, Japonska, kraj odkritja, pobratena z državo Havaji † |
| 48737 Cusinato        | 1997 ER11      | Piergiorgio Cusinato, italijanski trgovec s starinami in ljubiteljski astronom † |
| 48774 Anngower        | 1997 PO2       | Ann C. Gower, kanadski radioastronom † |
| 48778 Shokoyukako     | 1997 RE        | Šoko in Jukako Abe, odkriteljevi hčerki † |
| 48785 Pitter          | 1997 SA2       | Přemysl Pitter (1895 – 1976), češki filantrop in pacifist † |
| 48794 Stolzová        | 1997 TY8       | Tereza Stolzová, češka koloraturna sopranistka in solistka v operni hiši La Scala v Milanu, Italija † |
| 48798 Penghuanwu      | 1997 TS18      | Peng Huanwu, kitajski fizik teoretik † |
| 48801–48900           |                | |
| 48801 Penninger       | 1997 UC1       | Josef Penninger, avstrijski direktor Inštituta za molekularno biologijo (Institut für Molekulare Biotechnologie), ki pripada avstrijski akademiji znanosti (Österreichische Akademie der Wissenschaften ali ÖAW) † |
| 48807 Takahata        | 1997 UT21      | mesto Takahata, prefektura Jamagata, Japonska † |
| 48844 Belloves        | 1998 DW        | Belloves (Bellovesus), keltski princ iz 4. stoletja, prvi znani Kelt v zgodovini severne Italije † |
| 48901–49000           |                | |
| 48909 Laurake         | 1998 MK40      | Laura ("Laurake") De Maeyer, hčerka belgijske psihologinje Myriam Kerkhofs ain flamskega kiparja Elmerja De Maeyerja † |

| Predhodnik: 47001–48000 | Pomeni imen asteroidov Seznam asteroidov (48001-48250) Seznam asteroidov (48251-48500) Seznam asteroidov (48501-48750) Seznam asteroidov (48751-49000) | Naslednik: 49001–50000 |